# Saltos ornamentais nos Jogos Olímpicos de Verão da Juventude de 2014 - Evento misto
As provas de saltos ornamentais' de evento misto nos Jogos Olímpicos de Verão da Juventude de 2014' decorreram a 26 de Agosto de 2014 no nadadório do Centro Olímpico de Desportos de Nanquim em Nanquim, China. A competição consistiu em equipas de dois atletas, um de cada sexo e de nacionalidades diferentes, e de saltos em Trampolim 3m e Plataforma 10m. Cada atleta teve que executar pelo menos um salto em cada especialidade, sendo que cada um teve que realizar três saltos ao todo. A equipa de Alejandra Orozco Loza (México) e Daniel Jensen (Noruega) conquistou o Ouro. A Prata foi ganha por Wu Shenping (China) e Mohab Elkordy (Egito). Já a dupla Gracia Mahoney (EUA)/Pylyp Tkachenko (Ucrânia) foi Bronze.

## Medalhistas
| Ouro   | Equipes internacionais (IOC) Alejandra Orozco Loza (F) MEX México Daniel Jensen (M) MEX México     |
| Prata  | Equipes internacionais (IOC) Wu Shenping (F) CHN China Mohab Elkordy (M) EGY Egito                 |
| Bronze | Equipes internacionais (IOC) Gracia Mahoney (F) USA Estados Unidos Pylyp Tkachenko (M) UKR Ucrânia |

## Resultados da final
| Pos.              | Atleta                                                                                             | Pontos |
| ----------------- | -------------------------------------------------------------------------------------------------- | ------ |
| Medalha de ouro   | Equipes internacionais (IOC) Alejandra Orozco Loza (F) MEX México Daniel Jensen (M) NOR Noruega    | 379.50 |
| Medalha de prata  | Equipes internacionais (IOC) Wu Shenping (F) CHN China Mohab Elkordy (M) EGY Egito                 | 374.90 |
| Medalha de bronze | Equipes internacionais (IOC) Gracia Mahoney (F) USA Estados Unidos Pylyp Tkachenko (M) UKR Ucrânia | 354.00 |
| 4                 | Equipes internacionais (IOC) Laura Bilotta (F) ITA Itália Lev Sargsyan (M) ARM Armênia             | 348.60 |
| 5                 | Equipes internacionais (IOC) Josefin Schneider (F) GER Alemanha Philippe Gagne (M) CAN Canadá      | 326.05 |
| 6                 | Equipes internacionais (IOC) Molly Carlson (F) CAN Canadá Kevin Garcia Alvarez (M) COL Colômbia    | 323.25 |
| 7                 | Equipes internacionais (IOC) Zhiai Loh (F) MAS Malásia Alexis Jandard (M) FRA França               | 318.20 |
| 8                 | Equipes internacionais (IOC) Ganna Krasnoshlyk (F) UKR Ucrânia Jonathan Chan (M) SIN Singapura     | 303.20 |
| 9                 | Equipes internacionais (IOC) Veronika Lindahl (F) SWE Suécia Yang Hao (M) CHN China                | 299.85 |
| 10                | Equipes internacionais (IOC) Ingrid de Oliveira (F) BRA Brasil Timo Barthel (M) GER Alemanha       | 280.40 |
| 11                | Equipes internacionais (IOC) Vivian Barth (F)SUI Suíça Rodrigo Diego Lopez (M) MEX México          | 275.80 |